# Piazzalunga
Piazzalunga is een plaats (frazione) in de Italiaanse gemeente Ardenno.